# Troilo Baglioni

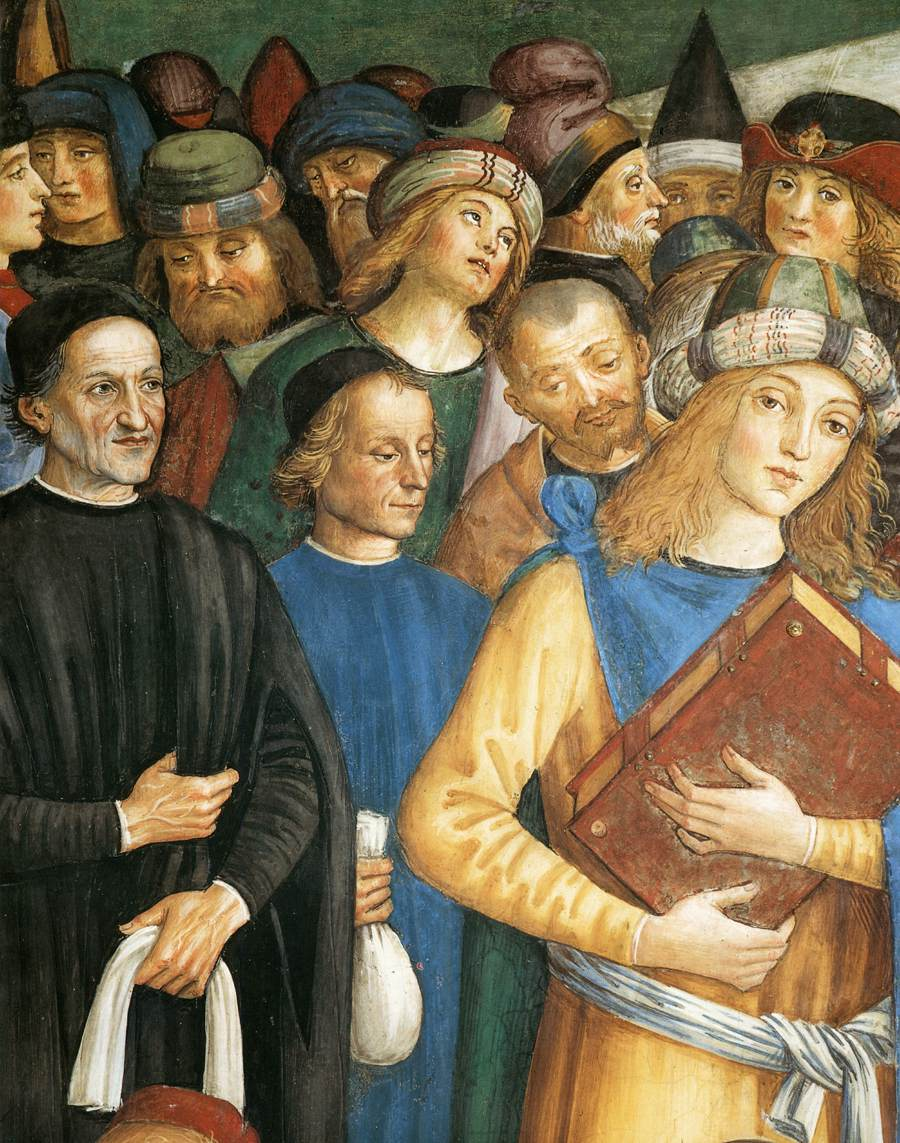
Troilo Baglioni (links), Fresko von Pinturicchio in der Baglioni-Kapelle, Santa Maria Maggiore, Spello (Ausschnitt)

Troilo Baglioni († Januar 1506) war ein Bischof und Protonotar der Römischen Kirche.

## Leben
Er wurde als Sohn von Rudolfo Baglioni und Francesca, Tochter von Simonetto da Castel San Pietro di Orvieto, geboren.
Bereits 1491 hätte er, unterstützt von seinem Vater, Bischof von Perugia werden sollen, während sein Onkel, Guido Baglioni, für seinen Sohn Gentile eingetreten ist. Papst Innozenz VIII. löste diesen Konflikt, indem er eine dritte Person mit diesem Amt betraute.
Von 1499 bis März 1501 war er Prior von Santa Maria Maggiore in Spello. In dieser Funktion beauftragte er im Jahr 1500 Pinturicchio die Cappella Bella mit Fresken auszumalen, welche heute als Baglioni-Kapelle bekannt ist.
Am 27. August 1501 wurde Troilo zum Bischof von Perugia ernannt und trat aber schon nach zwei Jahren, am 4. August 1503, von diesem Amt zurück.
1505 beauftragte er Raffael zusammen mit Gabriele de’ Gabrielli mit der Ausführung des Freskos Trinità e Santi in der Kapelle von San Severo im gleichnamigen Kloster der umbrischen Stadt Perugia.
Troilo starb im Januar 1506.